# Ceramonema sculpturatum
Ceramonema sculpturatum är en rundmaskart som beskrevs av Benjamin G. Chitwood 1936. Ceramonema sculpturatum ingår i släktet Ceramonema och familjen Ceramonematidae. Inga underarter finns listade i Catalogue of Life.